# Departamento Famatina
Das Departamento Famatina liegt im Norden der Provinz La Rioja im Nordwesten Argentiniens und ist eine von 18 Verwaltungseinheiten der Provinz. 
Es grenzt im Norden an die Provinz Catamarca, im Osten an die Departamentos San Blas de los Sauces und Sanagasta, im Süden an das Departamento Chilecito und im Westen an das Departamento Vinchina. 
Die Hauptstadt des Departamento Famatina ist das gleichnamige Famatina.

## Städte und Gemeinden
Das Departamento Famatina ist in folgende Gemeinden aufgeteilt:
- Famatina
- Alto Carrizal
- Ángulos
- Antinaco
- Bajo Carrizal
- Campanas
- Chañarmuyo
- La Cuadra
- Pituil
- Plaza Vieja
- Santa Cruz
- Santo Domingo